# 새끼 (드라마)
《새끼》는 SBS에서 1997년 11월 15일에 방영된 창사 특집 드라마로, 여인 3대의 슬픔을 통해 가족의 소중함을 조명하였다.

## 등장 인물
- 김혜수 : 선주 역
- 반효정 : 선주의 할머니 역
- 고두심 : 선주의 어머니 역
- 이훈 : 문기 역

## 수상
- 1998년 제34회 백상예술대상 연출상, 대상 이장수
- 1998년 제34회 백상예술대상 극본상 박정란

## 참고 사항
- 1998년 12월 열린 제 11회 한국방송작가상 드라마 부문 후보에 올랐으나 "작가가 심사위원으로 임명된 작품은 수상이 불가피하다"는 규정[3] 때문에 탈락했다.